# 블러드 골드 트레저 헌터
《블러드 골드 트레저 헌터》(영어: Blood, Sand and Gold)는 2017년 3월에 개봉한 미국, 홍콩, 멕시코, 모로코, 스위스, 아랍에미리트의 액션 영화이다. 갤란 코넬이 감독을, 갤란 코넬, 맷 라자루스가 각본을 맡았다. 대한민국에서는 2018년 2월 1일에 개봉하였다.

## 줄거리
탐사대가 발굴한 고대 잉카의 금화가 강탈당한다. 트레저 헌터가 소환되고 세계 암시장에 뛰어든다. 마약거래상, 군벌, 사업가, 테러리스트들이 움직이기 시작했다. 4대륙을 횡단하는 보물 추격전이 시작된다. 목숨을 건 보물사냥을 확인하라!

## 출연진
- 아론 코스타 게니스 - 잭 리오단 역
- 모니카 웨스트 - 메이브 애덤스 역
- 크리스토퍼 레드맨 - 매튜 애덤스 역
- 마이클 베니아에 - 셰이크 이크람 역
- 브루스 맥켄지 - 헨리 역
- 에즈라 나이트 - 어니스트 역
- 제니 스털린 - 샬롯 에인슬리 역